# Lothar-Günther Buchheim
Lothar-Gunther Buchheim (Weimar, 6 de febrero de 1918-Starnberg, 22 de febrero de 2007) fue un escritor y editor alemán.

## Biografía
Desde muy joven se sintió atraído por la literatura y a los 15 años colaboró como periodista en un diario local, más tarde estudió en la Escuela Superior de Bellas Artes de Dresde. Al inicio de la Segunda Guerra Mundial se presentó voluntario y fue asignado como periodista a la Unidad de Propaganda de la Kriegsmarine (marina de guerra alemana) con el grado de teniente. Como corresponsal de guerra relató sus experiencias en diferentes artículos periodísticos de propaganda y formó parte de la tripulación del submarino alemán U-96 en misión de combate. Al terminar la guerra se dedicó al mundo del arte, fue coleccionista de pintura, tuvo una galería propia y escribió libros sobre diferentes artistas, entre ellos Picasso, Mueller, Georges Braque y Max Beckmann.

## Obra literaria
- Das Boot (El submarino). Novela publicada en 1973 basada en sus experiencias durante la guerra. Tuvo gran éxito, traduciéndose a varios idiomas y vendiendo más de 3 300 000 de ejemplares.  En 1981 se realizó una adaptación al cine dirigida por Wolfgang Petersen y en 2018 una serie de 8 capítulos para televisión, Das Boot, dirigida por Andreas Prochaska.[3][4]
- Die Festung (La fortaleza). Fue publicada en 1995.
- Der Abschied (La partida). Novela publicada en 2000 que trata sobre el primer buque del mundo propulsado por energía nuclear, el NS Otto Hahn.